# Syngenit
Syngenit ist ein eher selten vorkommendes Mineral aus der Mineralklasse der „Sulfate (einschließlich Selenate, Tellurate, Chromate, Molybdate und Wolframate)“ mit der chemischen Zusammensetzung K2Ca[SO4]2·H2O und ist damit chemisch gesehen ein wasserhaltiges Kalium-Calcium-Sulfat.
Syngenit kristallisiert im monoklinen Kristallsystem und entwickelt in der Natur meist tafelige bis prismatische Kristalle, aber auch lamellare Mineral-Aggregate und krustige Überzüge, die entweder farblos bis weiß sind oder durch Fremdbeimengungen blassgelb gefärbt sind.
Syngenit ist isotyp mit Koktait, das heißt, beide Minerale kristallisieren in derselben Kristallstruktur.

## Etymologie und Geschichte
Erstmals entdeckt wurde Syngenit in der Salzlagerstätte bei Kalusch (Kalusa, Kalusz) in der Ukraine. Die Erstbeschreibung erfolgte 1872 kurioserweise und unabhängig voneinander gleich zweimal, nämlich einerseits durch Victor Leopold Ritter von Zepharovich, der das Mineral nach dem griechischen Wort συγγευής für „verwandt“ aufgrund seiner chemischen Ähnlichkeit zu Polyhalit benannte und andererseits durch den österreichischen Mineralogen und Geologen Johann Rumpf (1841–1923), der es nach seiner Typlokalität als Kaluszit (oder auch Kalushit) bezeichnete. Für eine lange Zeit wurden daher auch beide Namen gleichwertig verwendet, bis sich schließlich der Name Syngenit durchsetzte.

## Klassifikation
In der veralteten 8. Auflage der Mineralsystematik nach Strunz gehörte der Syngenit zur Mineralklasse der „Sulfate, Chromate, Molybdate, Wolframate“ (einschließlich Selenate und Tellurate) und dort zur Abteilung „Wasserhaltige Sulfate, ohne fremde Anionen“, wo er zusammen mit Mirabilit die „Mirabilit-Syngenit-Gruppe“ mit der System-Nr. VI/C.15 und den weiteren Mitgliedern Koktait, Lecontit und Matteuccit bildete.
Im zuletzt 2018 überarbeiteten und aktualisierten Lapis-Mineralienverzeichnis nach Stefan Weiß, das sich aus Rücksicht auf private Sammler und institutionelle Sammlungen noch nach dieser alten Form der Systematik von Karl Hugo Strunz richtet, erhielt das Mineral die System- und Mineral-Nr. VI/C.21-60. In der „Lapis-Systematik“ entspricht dies ebenfalls der Abteilung „Wasserhaltige Sulfate, ohne fremde Anionen“, wo Syngenit zusammen mit Eugsterit, Hydroglauberit, Koktait, Lecontit, Matteuccit, Mirabilit, Omongwait und Wattevilleit (auch Wattevillit, Status fraglich) eine eigenständige, aber unbenannte Gruppe bildet.
Auch die seit 2001 gültige und von der International Mineralogical Association (IMA) zuletzt 2009 aktualisierte 9. Auflage der Strunz’schen Mineralsystematik ordnet den Syngenit in die Abteilung der „Sulfate (Selenate usw.) ohne zusätzliche Anionen, mit H2O“ ein. Diese ist allerdings weiter unterteilt nach der relativen Größe der beteiligten Kationen, so dass das Mineral entsprechend seiner Zusammensetzung in der Unterabteilung „Mit ausschließlich großen Kationen“ zu finden ist, wo es nur noch zusammen mit Koktait die unbenannte Gruppe 7.CD.35 bildet.
Die vorwiegend im englischen Sprachraum gebräuchliche Systematik der Minerale nach Dana ordnet den Syngenit ebenfalls in die Klasse der „Sulfate, Chromate, Molybdate“ und dort in die Abteilung der „Wasserhaltige Säuren und Sulfate“ ein. Hier ist er in der unbenannten Gruppe 29.03.01 innerhalb der Unterabteilung „Wasserhaltige Säuren und Sulfate mit (A+)2B(XO4)2 × x(H2O)“ zu finden.

## Kristallstruktur
Syngenit kristallisiert im monoklinen Kristallsystem in der Raumgruppe P21/m (Raumgruppen-Nr. 11) mit den Gitterparametern a = 9,77 Å; b = 7,15 Å, c = 6,25 Å und β = 104,0° sowie zwei Formeleinheiten pro Elementarzelle.

## Bildung und Fundorte

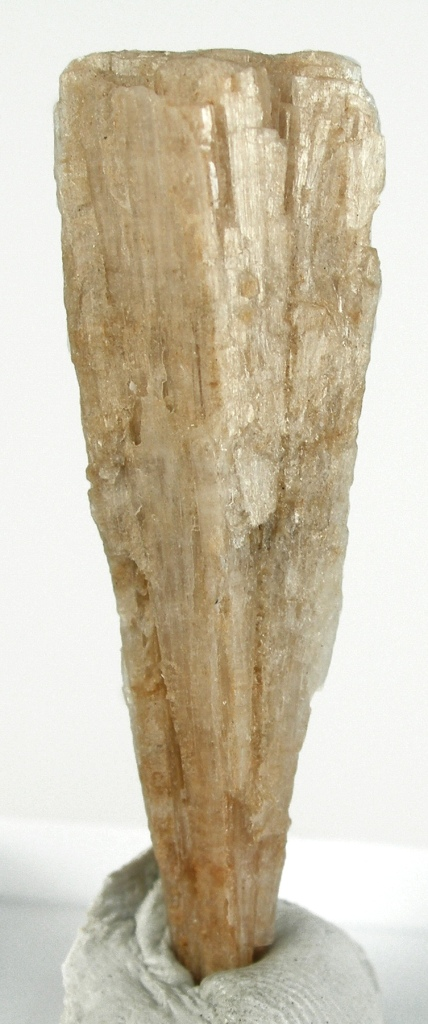
Syngenit aus Wathlingen, Niedersachsen (Größe: 4,4 cm × 1,3 cm × 0,6 cm)

Syngenit bildet sich in der Natur entweder diagenetisch in ozeanischen Salzlagerstätten oder als pneumatolytisches Resublimationsprodukt bzw. als hydrothermale Adernfüllung durch vulkanische Aktivitäten. Begleitminerale sind vor allem Aphthitalit, Arcanit, Biphosphammit, Brushit, Gips, Halit, Monetit, Uricit und Whitlockit.
Weltweit sind für Syngenit bisher (Stand: 2018) rund 40 Fundorten dokumentiert: Eucla und Madura in Australien; bei Maun in Botswana; Hubei in China; im Werratal (Hessen), bei Celle, Hannover und Lüneburg (Niedersachsen), Tarthun (Sachsen-Anhalt), Gera und Sondershausen (Thüringen) in Deutschland; Aveyron in Frankreich; am Vesuv in Italien; Hallstatt in Österreich; bei Rodna in Rumänien; neben seiner Typlokalität Kalusch noch in Drohobytsch in der Ukraine; sowie auf Maui, im Esmeralda County und Eddy County (New Mexico) in den USA.
Syngenit kann auch synthetisch bei der Betonierung durch ein zu hohes Angebot an Kaliumsulfat oder Wassermangel aus der Zementlösung binnen weniger Minuten ausfällen. Die dabei entstehenden Kristalle verbinden die Zementpartikel und verursachen ein verfrühtes Ansteifen des Betons. Zwar wird das Syngenit im Verlauf der Hydratisierung wieder umgesetzt, seine Bildung stellt für die Verarbeitung des Frischbetons jedoch durchaus ein Problem dar.
Syngenit kann als Korrosionsprodukt bei der Verwitterung historischer Gläser entstehen, beispielsweise auf mittelalterlichen Kirchenfenstern.